# Hélio Miguel
Hélio Miguel, também conhecido como Neneca (Londrina, 18 de dezembro, 1947 — Londrina, 25 de janeiro de 2015), foi um futebolista brasileiro.

## História
Hélio Miguel iniciou sua carreira jogando pela Portuguesa Londrinense, profissionalizou-se em 1968 pelo Paraná Esporte Clube (extinto clube londrinense, sucessor do também extinto São Paulo de Londrina) que com a intenção de fortalecer o futebol londrinense, em 1969 se uniu com o Londrina Futebol e Regatas e desta fusão nasce o time do Londrina Esporte Clube. Transferiu-se para o América mineiro, em 1973, pelas mãos do treinador Orlando Fantoni onde se destacou pela saída rápida e precisa que se transformavam em perigosos contra-ataques. Neste ano, o América obteve sua melhor colocação no Campeonato Brasileiro e Neneca conseguiu manter-se invicto, sem levar gols, por 537 minutos.
A excelente campanha pela equipe mineira levou o goleiro para o Clube Náutico Capibaribe, em 1974, e logo no ano de estreia pela equipe alvirrubra sagrou-se Campeão Pernambucano com excelentes exibições e evitando o hexa campeonato do rival Santa Cruz, manteve o folclórico lema do "Hexa é Luxo" da equipe Timbu, o suficiente para se tornar ídolo da torcida. Ainda na mesma temporada quebrou o recorde mundia de maior tempo de um goleiro sem sofrer gols, foram 1.636 minutos em 18 partidas (o recorde foi quebrado por Mazarópi entre 1977-1978, colocando Neneca em 2º até hoje).
Ainda pelo Náutico, foi campeão do Torneio Governador Cortez em 1975 de forma invicta, competição realizada em Natal no estádio Castelão (renomeado posteriormente Machadão e demolido para dar lugar a Arena das Dunas), o torneio contava com a participação de outras grandes equipes da região Nordeste, além dos anfitriões locais.  
Sua fase mais gloriosa foi pelo Guarani Futebol Clube, clube que defendeu de 1976 até 1980, onde se sagrou Campeão Brasileiro de 1978.
também defendeu a meta de clubes, como: Operário Futebol Clube (1980-81), Londrina Esporte Clube (1981-84), onde sagrou-se Campeão Paranaense em 1981. Passou pelo Clube Atlético Bragantino (1985), Fluminense de Feira Futebol Clube (1985), Clube Atlético Votuporanguense (1986), retornando ao Londrina E.C. em 1986, onde encerrou sua carreira de jogador.

## Morte
Morreu com leucemia em Londrina, no interior do Paraná a 25 de janeiro de 2015.

## Títulos
Náutico
- Campeão Pernambucano (1974)
- Torneio Governador Cortez (1975)

Guarani
- Campeonato Brasileiro (1978)

Londrina
- Campeão Paranaense (1981)

Operário-MS
- Campeonato Sul-Mato-Grossense (1981)[6]